# InXile Entertainment

Altes Logo

inXile Entertainment ist ein US-amerikanisches Entwicklungsstudio für Videospiele. Es wurde Ende 2002 von Brian Fargo nach seinem Ausscheiden bei Interplay Productions gegründet. Das Unternehmen hat seinen Sitz in Newport Beach, Kalifornien und New Orleans, Louisiana und ist spezialisiert auf Computer-Rollenspiele. Seit November 2018 ist inXile Entertainment ein Tochterunternehmen von Microsoft.

## Geschichte
In einem Interview mit dem Online-Spielemagazin Joystiq beschrieb inXiles President Matthew Findley die Genese des Firmennamens:

“I worked with Brian Fargo at Interplay for a number of years and we both left Interplay at the same time. We knew we wanted to stay in video games […] When we were first out there, trying to figure out what to do next, we kinda felt like we were in exile, and we made fake cards with a fake company name just to have a card to go to E3 with. And before we ever thought of the name ‘inXile,’ Brian put as his job description on the cards: ‘Leader in exile.’”

„Ich habe mit Brian Fargo einige Jahre bei Interplay gearbeitet und wir verließen Interplay etwa zur selben Zeit. Wir wussten, dass wir in der Spielebranche bleiben wollten […] Als wir erstmals da draußen waren, versuchten wir herauszufinden, was wir als nächstes tun sollten, wir fühlten uns wie im Exil (engl.: in exile); und wir machten uns falsche Visitenkarten mit einem Scheinfirmennamen, um überhaupt irgendeine Karte für den Besuch der E3 zu haben. Und bevor wir jemals über den Namen ‚inXile‘ nachgedacht hatten, schrieb Brian als Berufsbezeichnung auf seine Karte: ‚Führer im Exil‘ (engl.: leader in exile).“

Das Unternehmen erzielte insbesondere größere Aufmerksamkeit durch die Weiterführung ehemaliger Interplay-Titel. Als erste Eigenentwicklung veröffentlichte inXile 2004 The Bard’s Tale, den vierten Teil der gleichnamigen Serie, die Fargo für Interplay entwickelt hatte. Der vierte Teil wurde ursprünglich für Windows, PlayStation 2 und Xbox veröffentlicht, es folgten später zudem Portierungen auf iOS und Android. Das Programm wurde inhaltlich mittlerweile um die Original-Trilogie erweitert.
Als eines der ersten Unternehmen beteiligte sich inXile 2012 mit einer weiteren ehemaligen Interplay-Lizenz an dem durch das Double Fine Adventure ausgelösten Crowdfunding-Boom in der Computerspielbranche. Für das Projekt Wasteland 2, das in Zusammenarbeit mit Autor Michael A. Stackpole und Creative Director Chris Avellone von Obsidian Entertainment entstand, erhielt das Unternehmen von über 63.000 Unterstützern mehr als drei Millionen US-Dollar Kapital. Noch während der Kampagne auf der Plattform Kickstarter entwickelte Brian Fargo das Programm Kicking it Forward. Teilnehmer des Programms verpflichten sich freiwillig, nach Fertigstellung ihres Kickstarter-Projekts 5 % der anschließend erwirtschafteten Einnahmen in andere Kickstarter-Projekte zu reinvestieren. inXile war als erstes Unternehmen an diesem Programm beteiligt. Zahlreiche weitere Projekte folgten dem Beispiel, darunter Shadowrun Returns, Leisure Suit Larry: Reloaded und Project Eternity.
Im Dezember 2012 wurde bekannt, dass inXile die Torment-Namensrechte erworben hat. inXile kündigte an, in Zusammenarbeit mit den Designern Colin McComb und Kevin Saunders an einem geistigen Nachfolger des Interplay-Titels Planescape: Torment zu arbeiten, das seinerzeit von McComb maßgeblich mitkonzipiert wurde. Da die für einen offiziellen Nachfolger notwendige Planescape-Lizenz nicht zur Verfügung stand, entschied sich das Unternehmen stattdessen das Kickstarter-finanzierte Rollenspiel-Regelwerk Numenera des ehemaligen Planescape-Autoren Monte Cook zu nutzen.
Anfang November 2018 gab Microsoft bekannt, den Rollenspiel-Spezialisten inXile (sowie Obsidian Entertainment) übernommen zu haben. Beide Studios sollen weiterhin unabhängig und unter ihrem bisherigen Namen arbeiten.

## SparkWorkz

Logo von SparkWorkz

inXile Entertainment betrieb zwischen 2008 und 2015 eine Webabteilung unter dem Namen SparkWorkz. Sie bot kleinere Webspiele wie Fantastic Contraption an, die kostenlos spielbar waren. Gewinne erwirtschaftete SparkWorkz durch Werbung, die teilweise an die Entwickler der angebotenen Spiele weitergereicht wurde. Die Sparkworkz-Seite hatte Ende 2012 nach eigenen Angaben über 2,6 Millionen Zugriffe im Monat und rund 600.000 unique visitors.

## Spiele

### Entwickelte Spiele
- 2004: The Bard’s Tale
- 2008: Fantastic Contraption
- 2008: Line Rider 2: Unbound
- 2009: Shape Shape
- 2009: Super Stacker
- 2009: Super Stacker 2
- 2010: Super Stacker Party
- 2011: Hunted: Die Schmiede der Finsternis
- 2012: Choplifter HD
- 2014: Wasteland 2
- 2015: Wasteland 2: Director’s Cut
- 2017: The Mage’s Tale
- 2017: Torment: Tides of Numenera
- 2017: The Bard's Tale: Remastered and Resnarkled
- 2018: The Bard’s Tale IV: Barrows Deep
- 2019: The Bard’s Tale IV: Director's Cut
- 2020: Wasteland 3

### Vertriebene Spiele
- 2018: The Bard's Tale Trilogy